# Speidel Barn
La Speidel Barn est une grange américaine située à Lincoln, dans le comté de Lancaster, au Nebraska. Elle est inscrite au Registre national des lieux historiques depuis le 26 juin 2023.